# Cranioteca

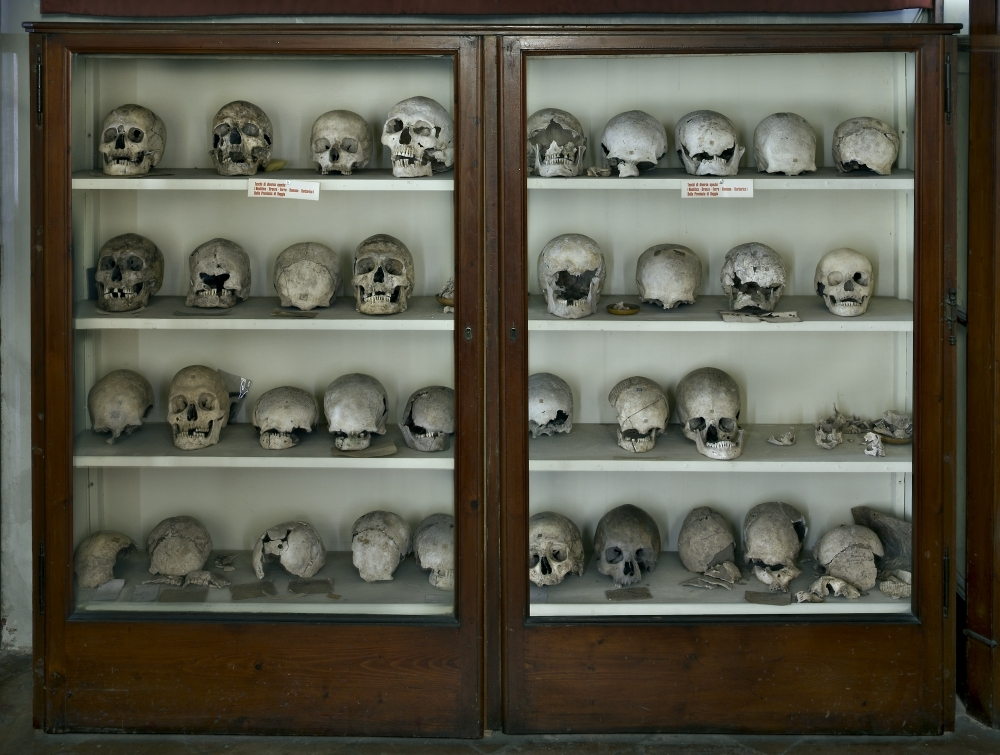
Cranioteca - Museo Gaetano Chierici di Paletnologia

La cranioteca è una collezione di crani umani conservata all'interno del Museo di Paletnologia a Reggio Emilia.
Progettata dal fondatore del museo, Gaetano Chierici, il quale vi espose reperti provenienti da siti da lui indagati nel territorio reggiano e nazionale, aveva una funzione scientifico didattica.

## Descrizione
Chierici curò l'allestimento sin dagli armadi, che si presentavano nella forma originale con tendine per permettere al pubblico più sensibile di non vederne il contenuto. 
I crani provengono da Reggio Emilia e dal territorio: San Pellegrino, San Polo, Montecchio Emilia, Sant'Ilario d'Enza, Coenzo, Viano; ci sono inoltre reperti da Pianosa e Remedello.
La funzione principale della collezione, nelle intenzioni del fondatore, era quella di fornire elementi osteologici di confronto nella ricerca di caratteristiche antropologiche attribuibili alle popolazioni del passato. Ogni cranio è corredato sia di annotazioni scritte sulla teca cranica, che di osservazioni successive.
La collezione si colloca nell'ambito degli interessi di Chierici verso l'antropologia, l'antropologia criminale e la scuola di psichiatria dell'Ospedale psichiatrico San Lazzaro, a Reggio Emilia, nel quale operava l'amico Enrico Morselli.
Lo studio antropologico dei crani si deve al ricercatore reggiano Paolo Storchi (noto per le ricerche a Tannetum e in Grecia). Questi ha individuato nei crani della collezione del Chierici vari casi di morte violenta, tumori ossei e anche alcune pratiche magico/rituali molto peculiari, come la perforazione del cranio con chiodi. Pratica che pare essere avvenuta sia quando il cadavere era fresco che già scheletrizzato.